# Topvrouw van het jaar
Topvrouw van het jaar is een Nederlandse prijs die jaarlijks wordt uitgereikt door de gelijknamige stichting die zo meer aandacht wil vestigen op vrouwelijke topbestuurders, waardoor deze vrouwen als rolmodellen kunnen fungeren voor andere vrouwen. Criteria die bij deze verkiezing worden gehanteerd zijn, behalve de zwaarte van de huidige functie, behaalde resultaten, leiderschapsstijl, durf en ambitie, wat hebben de genomineerden bijgedragen aan het bevorderen van diversiteit binnen hun organisatie.

## Laureaten
- 2024 Karin van Baardwijk, CEO van Robeco[2]
- 2023 Elanor Boekholt-O'Sullivan, Luitenant-generaal bij Ministerie van Defensie[2]
- 2022 Annette Mosman, CEO van Algemene Pensioen Groep NV[2]
- 2021 Janine Vos, werkzaam als directeur personeelszaken Rabobank[3]
- 2020 Mariëlle Bartholomeus, toenmalig Medisch Directeur Bernhoven, heden Lid RvB Rivas Zorggroep
- 2019 Rianne Letschert, rector magnificus van de Universiteit Maastricht[4]
- 2018 Eugenie van Wiechen, algemeen directeur van de FD Mediagroep[5]
- 2017 Ingrid de Graaf, Lid Directie AEGON Nederland[6]
- 2016 Ingrid Thijssen, toenmalig CEO Alliander[7]
- 2015 Annemieke Nijhof, CEO Tauw Group[8]
- 2014 Nienke Meijer, Voorzitter College van Bestuur Fontys Hogescholen
- 2013 Thessa Menssen, CFO Koninklijke BAM Groep
- 2012 Merel van Vroonhoven, toenmalig Lid RvB Nederlandse Spoorwegen, in 2017 Directievoorzitter AFM
- 2011 Ellen Faber, toenmalig Directeur FBTO/Centraal Beheer Achmea, in 2017 zelfstandig consultant
- 2010 Isabelle Spindler–Jacobs, toenmalig Directeur Retail Heineken
- 2009 Conny Braams, in 2017 Executive Vice President Unilever Benelux
- 2008 Caroline Princen, toenmalig Directeur Nedstaal
- 2007 Lidy Hartemink, toenmalig Directeur Unive Zorgverzekeringen, in 2017 Bestuurder Zorggroep Almere
- 2006 Colette Cloosterman–Van Eerd, Directielid Jumbo Supermarkten
- 2005 Marjan Oudeman, toenmalig Directievoorzitter Corus, in 2017 Voorzitter college van bestuur Universiteit Utrecht